# Guillermo Ledesma

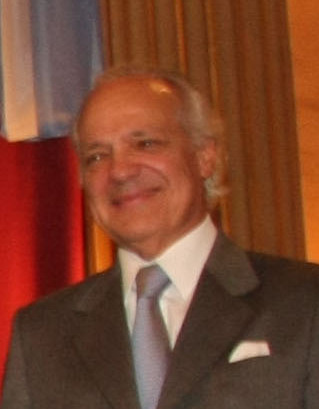
Guillermo Ledesma.

Guillermo Ledesma es un abogado y juez argentino que se destacó por haber integrado el tribunal que en 1985 condenó a los militares que gobernaron el país durante la dictadura llamada Proceso de Reorganización Nacional (1976-1983) en el llamado Juicio a las Juntas.

## Biografía
Entre 1984 y 1986 se desempeñó como juez de la Cámara Nacional de Apelaciones en lo Criminal y Correccional de la Capital Federal. En ese carácter participó del histórico Juicio a las Juntas militares que se realizó en 1985. En 1987 renunció a su cargo como juez para ejercer como abogado defensor privado. Como abogado defensor se ha desempeñado en diferentes casos de alto interés público. 